# Cauneille
Cauneille (gaskonsko Caunelha) je naselje in občina v francoskem departmaju Landes regije Akvitanije. Naselje je leta 2010 imelo 797 prebivalcev.

## Geografija
Kraj leži v pokrajini Gaskonji ob reki Gave de Pau; slednja se še na ozemlju njegove občine skupaj z Gave d'Oloron združi v enotno Gaves réunis; 22 km južno od Daxa.

## Uprava
Občina Cauneille skupaj s sosednjimi občinami Bélus, Hastingues, Oeyregave, Orist, Orthevielle, Pey, Peyrehorade, Port-de-Lanne, Saint-Cricq-du-Gave, Saint-Étienne-d'Orthe, Saint-Lon-les-Mines in Sorde-l'Abbaye sestavlja kanton Peyrehorade s sedežem v Peyrehoradu. Kanton je sestavni del okrožja Dax.

## Zanimivosti
Kraj se nahaja ob romarski poti v Santiago de Compostelo, Via Turonensis.
- cerkev sv. Petra,
- Château de Mente.